# Marca (geslacht)
Marca is een geslacht van vlinders van de familie spinneruilen (Erebidae).

## Soorten
- M. griseonigralis Viette, 1954
- M. proclinata Saalmüller, 1891
- M. tristalis (Viette, 1956)
- M. univocalis (Viette, 1956)